# Le Hérou

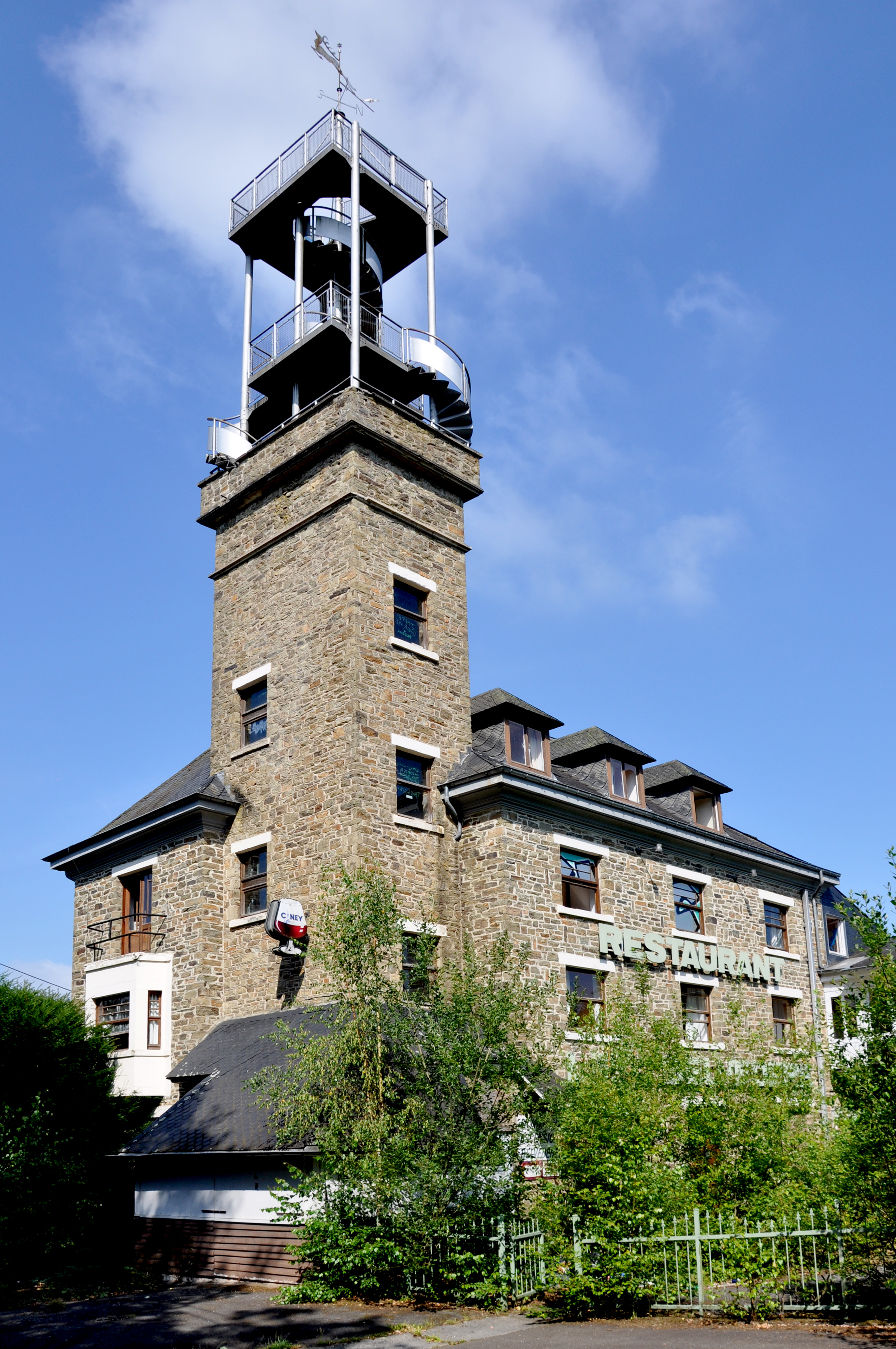
Hotel Belvédère, uitkijktoren

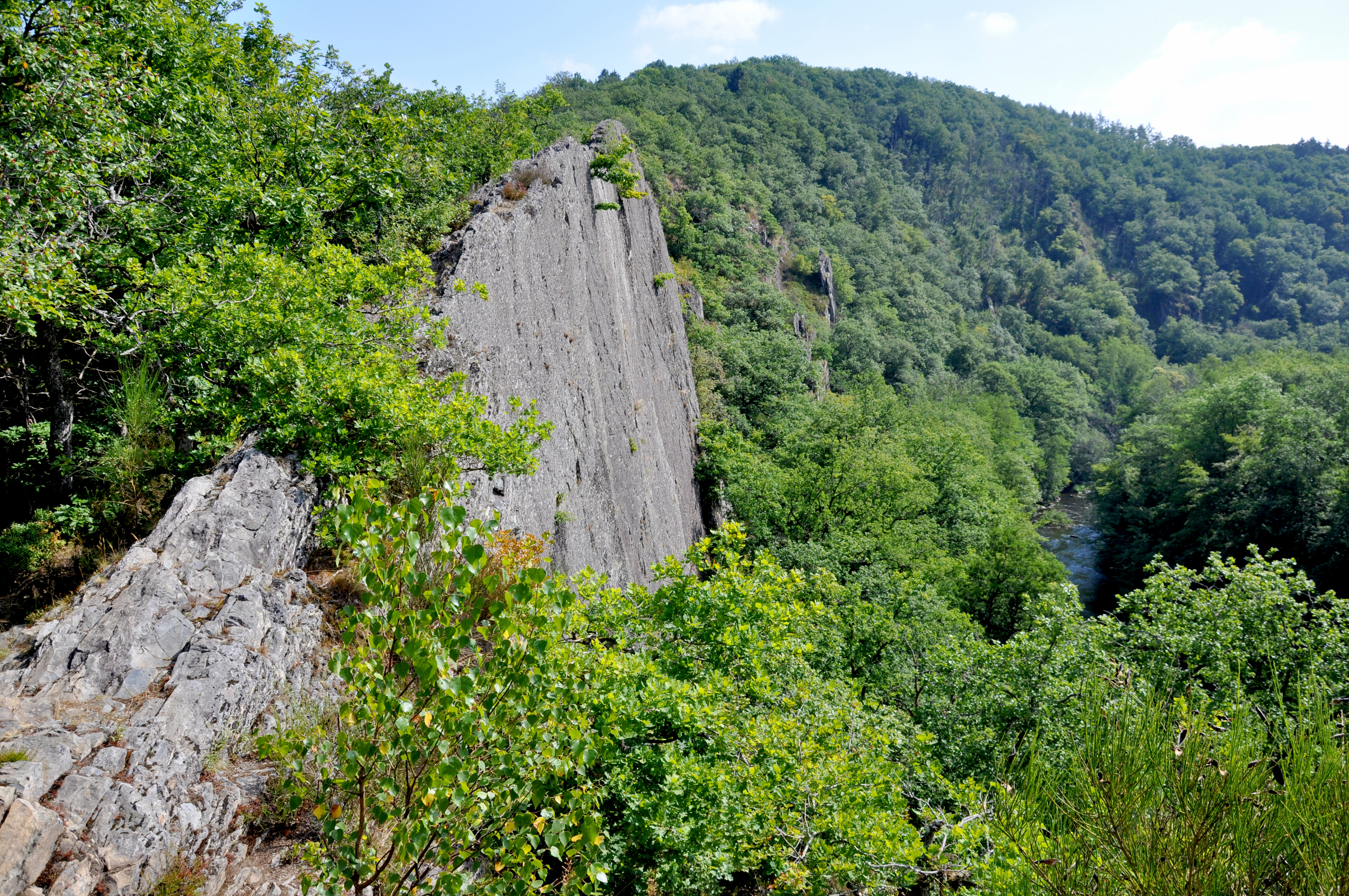
Le Hérou, Nadrin

Le Hérou is een rotswand van 1400 meter lengte die bijna verticaal omhoog loopt langs de Ourthe in Nadrin in de Belgische provincie Luxemburg in het Natuurpark van de twee Ourthes. De site werd reeds in 1937 geklasseerd als uitzonderlijk erfgoed van België. 

## Toerisme
Rond 1913 werd door de Brusselse professor Chargeois een eerste wandelpad ronde de site beschreven en later ontwikkelde hij in opdracht van Touring Club in 1923 en 1924 een heel netwerk van lokale wandelpaden in de regio rond Nadrin en Le Hérou. Maurice Cosyn, die het eerste lange pad van de Ourthe uitstippelde, publiceerde later een toeristische gids over Nadrin en Le Hérou, met 16 wandeltrajecten van 3 tot 16 km.
Zeer snel kwamen er hotels en een uitzichttoren (Hotel Belvédère) en in die tijd werkten de hoteliers actief mee om de paden te creëren en te onderhouden. Zo werd sinds de jaren 1920 Le Hérou als een van de hoogtepunten van een bezoek aan de Ourthevallei op de kaart gezet. De passage langs Le Hérou en de uitzichttoren werd in het traject van het eerste wandelpad van de Ourthe al opgenomen in de jaren 1930. De uitzichttoren van Hotel Belvédère van waarop men de zes bochten van de Ourthe kon zien is anno 2018 gesloten en het hotel is vervallen.

## Wandelpaden
- Het wandelpad nr.6 vanaf Nadrin loopt over het rotsmassief.
- Het traject van La Roche-en-Ardenne naar Engreux van de Wandelroute GR57 loopt over de rotswand.[2]
- Het traject van Nadrin naar La Roche-en-Ardenne van de Escapardenne Eisleck Trail passeert ook Le Hérou.[3]